# Deccanometrus bengalensis
Espèce
Synonymes
- Buthus bengalensis C. L. Koch, 1841
- Heterometrus bengalensis (C. L. Koch, 1841)
- Heterometrus fastigiosus Couzijn, 1981
- Heterometrus nepalensis Thorell, 1876
- Heterometrus tibetanus Thorell, 1876

Deccanometrus bengalensis ou scorpion noir d'Inde est une espèce de scorpions de la famille des Scorpionidae.
Ce scorpion a un venin certes neurotoxique mais à la toxicité faible donc il n'est que très rarement mortel pour l'homme.

## Distribution
Cette espèce se rencontre en Inde au Bengale-Occidental, en Assam, en Odisha, au Jharkhand, au Madhya Pradesh, en Uttar Pradesh, en Uttarakhand, en Himachal Pradesh, en Haryana et au Rajasthan, au Népal et en Chine dans le Sud du Tibet.
Sa présence au Bangladesh est incertaine.

## Description

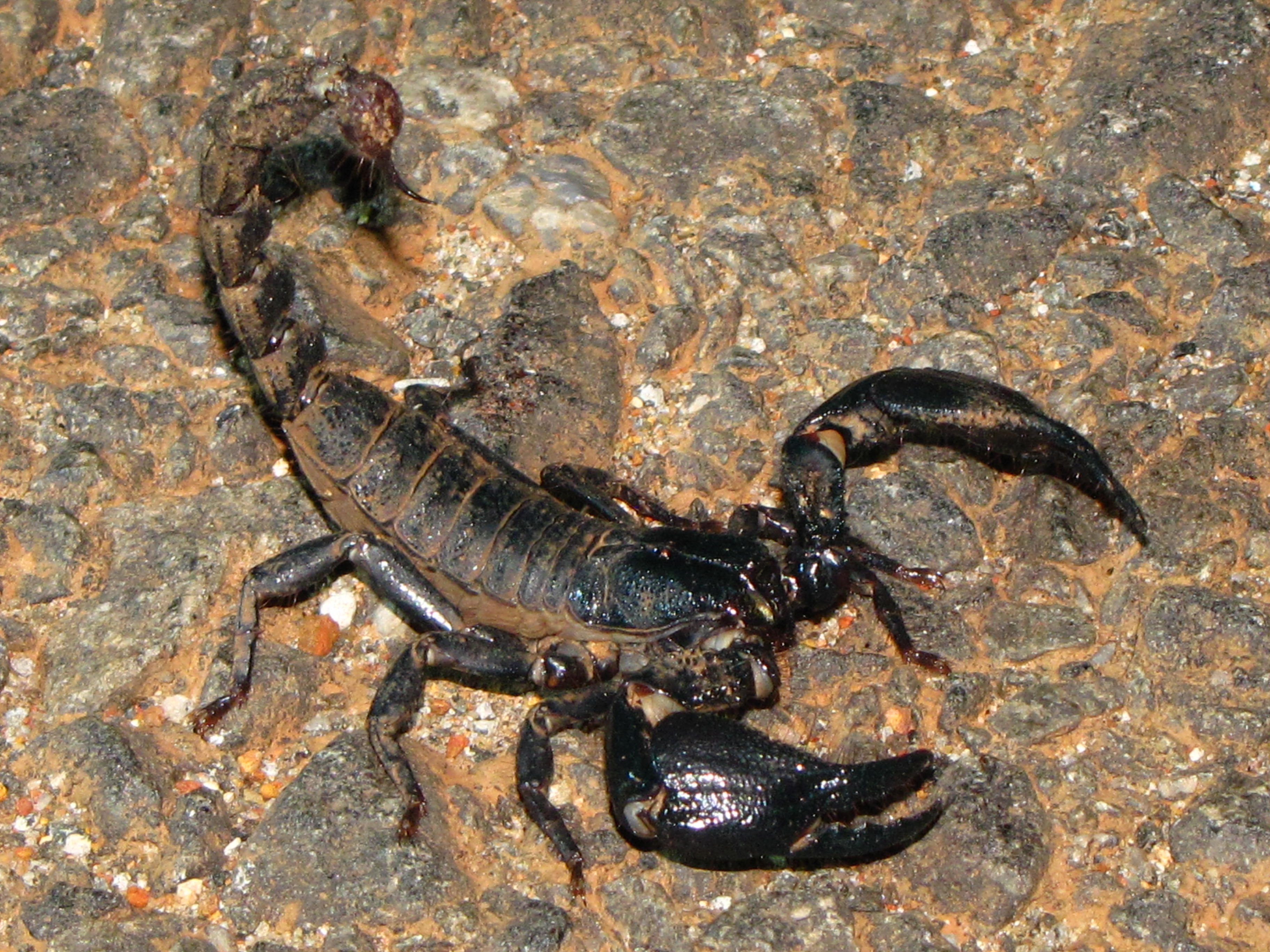
Deccanometrus bengalensis

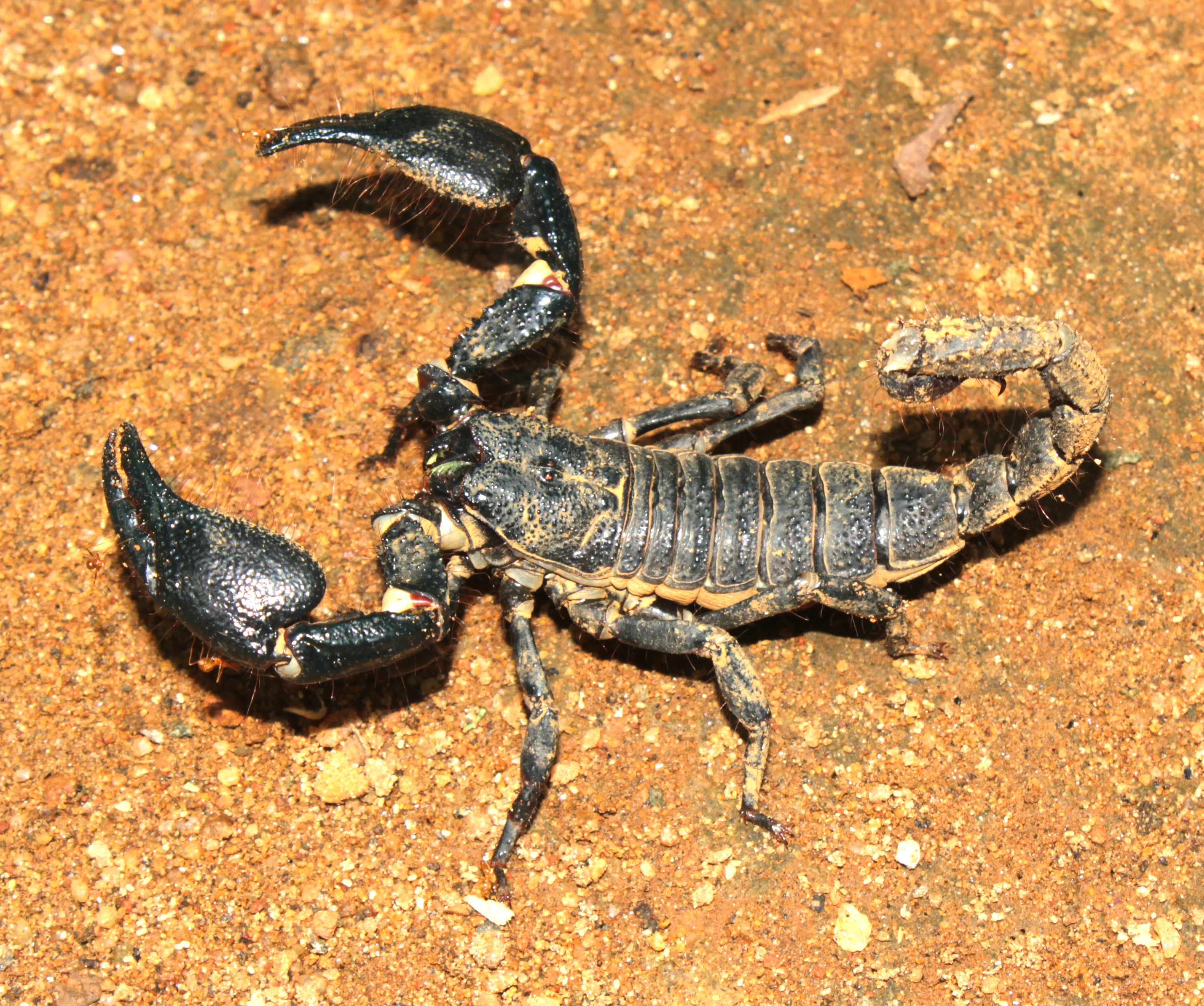
Deccanometrus bengalensis

Deccanometrus bengalensis mesure de 95 à 115 mm.
Son telson (dernier segment de la queue) possède un aiguillon aigu et canulé à deux orifices reliés chacun à une glande venimeuse.
Son mode de reproduction est vivipare.

## Venin
Son venin est neurotoxique mais la toxicité est faible, c'est pourquoi il n'est que très rarement mortel pour les êtres humains. Cependant, les effets d'une envenimation vont d'une simple douleur vive à des problèmes cardio-vasculaires ou un œdème pulmonaire et peuvent occasionner un très improbable décès. Donc, en cas de piqûre, il faut aller consulter dans un lieu médicalisé.
Ce venin a des applications médicales : il possède une activité antiproliférative, cytotoxique et apoptogénique contre les cellules leucémiques humaines.

## Systématique et taxinomie

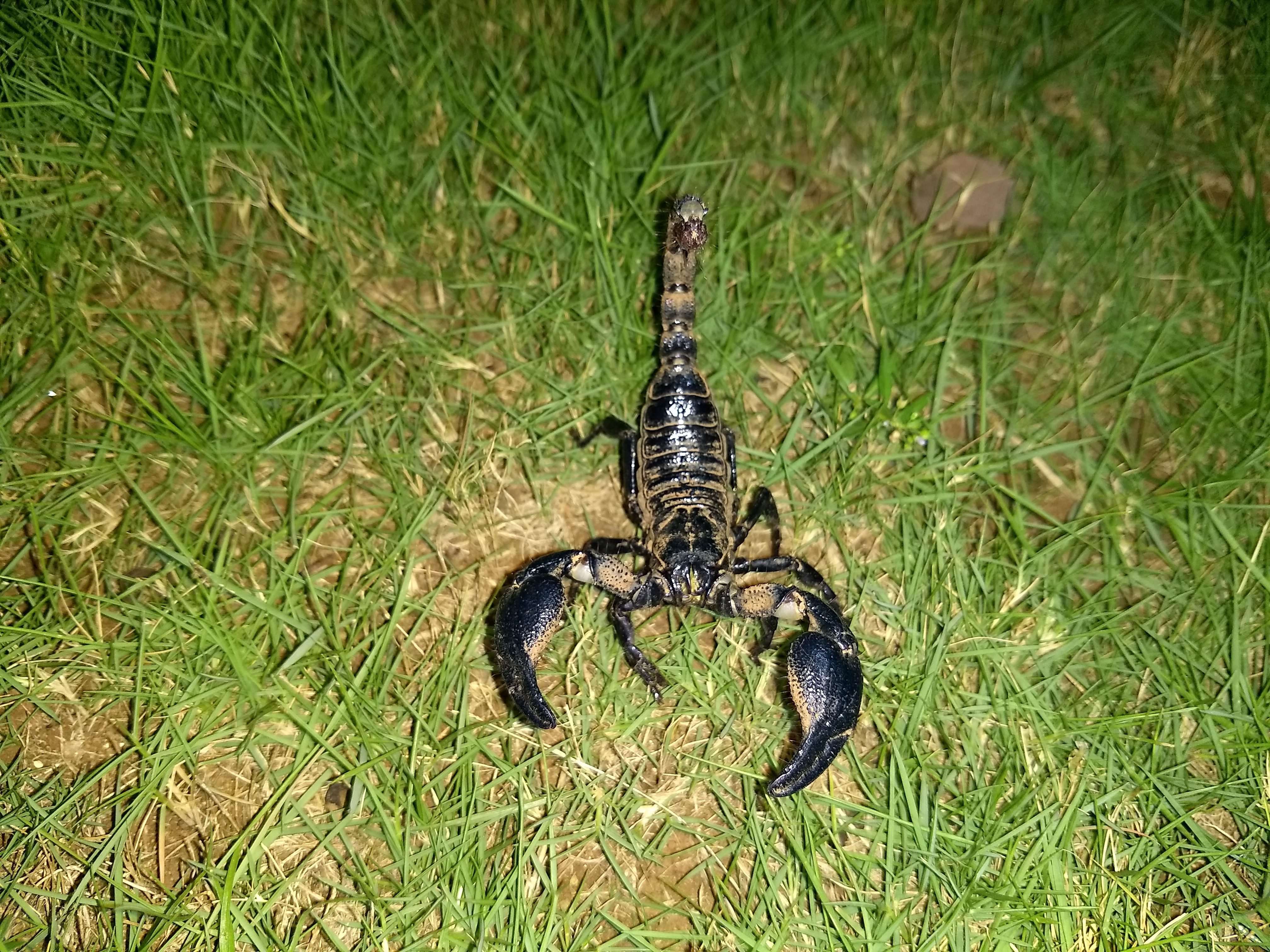
Deccanometrus bengalensis

Cette espèce a été décrite sous le protonyme Buthus bengalensis par C. L. Koch en 1841. Elle est placée dans le genre Palamnaeus par Pocock en 1892, dans le genre Heterometrus par Kraepelin en 1899 puis dans le genre Deccanometrus par Prendini et Loria en 2020 qui dans le même temps placent Heterometrus nepalensis et Heterometrus tibetanus en synonymie.

## Étymologie
Son nom d'espèce, composé de bengal[e] et du suffixe latin -ensis, « qui vit dans, qui habite », lui a été donné en référence au lieu de sa découverte, le Bengale.

## Publication originale
- C. L. Koch, 1841 : Die Arachniden. Nürnberg, vol. 8, p. 41-131 (texte intégral).